# Escape Plan 3: The Extractors
Escape Plan 3: The Extractors ist ein US-amerikanischer Direct-to-Video-Actionthriller aus dem Jahr 2019, der von John Herzfeld inszeniert und mitgeschrieben wurde, sowie eine Fortsetzung von Escape Plan (2013) und Escape Plan 2: Hades (2018). Es ist der dritte Teil der Escape Plan-Filmreihe. Der Film zeigt Sylvester Stallone, 50 Cent, Dave Bautista und Jaime King, die ihre Rollen aus den vorherigen Filmen wieder aufnehmen. Max Zhang, Harry Shum Jr., Malese Jow und Devon Sawa treten der Besetzung bei. Der Film wurde am 2. Juli 2019 in den USA direkt auf DVD veröffentlicht, erhielt jedoch Kinostarts in Ländern wie Russland, Italien, Australien, der Türkei und Portugal.

## Inhalt
Nachdem Daya Zhang und ihr Gefolge die Fabrikstandorte in Mansfield, Ohio, für die Firma ihres Vaters, Zhang Innovations aus Hongkong, besucht haben, werden sie von Söldnern entführt. Ihr Leibwächter und Sicherheitschef Bao Yung versucht erfolglos dies abzuwehren. Die Entführer lassen Yung bewusstlos mit einem USB-Stick, der an den Sicherheitsexperten Ray Breslin gerichtet ist, zurück.
In Los Angeles kreuzt Breslin die Wege mit Shen Lo, einem ehemaligen Leibwächter, der früher unter Zhang Innovations arbeitete. Beide Männer sind Dayas Vater Wu Zhang auf der Spur, dessen Firma für den Bau verdeckter Gefängnisse auf der ganzen Welt verantwortlich ist. Sie treffen sich mit Breslins Mitarbeitern – seiner Freundin Abigail, Hush und Jules –, als Yung mit dem USB-Stick ankommt. Es enthält eine Videobotschaft von Lester Clark Jr., Dayas Entführer und Sohn von Breslins ehemaligem Partner. Im Geschäft mit Zhang verriet Lester Sr. Breslin und wurde in den Tod geschickt (siehe Escape Plan).
Breslin greift auf Trent DeRosa zurück und verfolgt das Video zu einem Gefängnis in Lettland, das als „Devil’s Station“ bekannt ist. Abigail wird währenddessen ebenfalls entführt und Wu, der in Mansfield angekommen ist, um sich mit der Polizei zu treffen, erhält einen Videoanruf von Lester. Auf der Suche nach Rache für den Tod seines Vaters verlangt Lester ein Lösegeld in Höhe von 700 Millionen US-Dollar und erschießt als Nachdruck eine Geisel. Breslin, DeRosa, Jules, Shen und Yung reisen nach Lettland, um Daya und Abigail zu retten.
Als Lester die Gefangenen bedroht, willigt Dayas Kollege Wong ein, ihm Zugang zu Zhangs Technologie zu gewähren, doch eine weitere Geisel wird getötet. Hush überwacht das Gefängnis mit einer Drohne und seine Wärmebildkamera zeigt, dass Lester seine eigene schwarze Stelle geschaffen hat. Breslin infiltriert das Gelände durch die Kanalisation, während Shen und Yung sich den Außenwänden nähern. Lester ist auf ihre Anwesenheit aufmerksam geworden und benutzt Daya als Köder. Shen versucht, die Position zu halten und auf Breslin zu warten, nachdem er erkannt hat, dass es sich um eine Falle handelt, aber Yung greift rücksichtslos gegen Shens Proteste an. Er und Shen werden von Landminen angegriffen, verletzt und gefangen genommen. Lester enthüllt, dass der USB-Stick ein Tracker war, der seine Männer zu Abigail führte, und schließt daraus, dass Shen und Daya ineinander verliebt sind. Er schießt Yung an und verspottet Breslin per Videoanruf, wobei er Abigail die Kehle durchschneidet.
Breslin tötet Lesters Handlanger, darunter Frankie und Sonny. Shen stiehlt den Elektroschocker eines Wächters, als er zu den Zellen gebracht wird, um damit ein Feuer zu entfachen. Er schmilzt seine Fesseln und tötet zwei Wachen im Rauch. Er befreit Daya, aber sie werden von mehreren Gefangenen, die sich ebenfalls befreien konnten, konfrontiert. DeRosa kommt hinzu und tötet die Gefangenen mit Brandgeschossen. Im folgenden Chaos tötet DeRosa Ralf (einen der besten Handlanger von Lester) in einem brutalen Faustkampf und Shen Silva (einen weiteren der besten Handlanger von Lester) in einem brutalen Nahkampf, während er Daya und Wong (Dayas Freund und Zhang Innovations-Technologie-Analytiker) rettet. Bei einer Schießerei mit Lester in den oberen Zellen wird Breslin im Gesicht verwundet und entwaffnet, schafft es jedoch, Lester zu überwältigen, bevor er ihm sagt, dass das Töten von Abigail ihn auseinandergerissen hat. Er schneidet ihm die Kehle durch (genauso wie Lester es mit Abigail gemacht hat) und sagt ihm, dass es sich so anfühlt. Breslin wirft ihn schließlich vom Gang nach unten und rächt somit Abigail.
Als Daya nach Mansfield zurückkehrt, begrüßt sie kalt ihren Vater, der sich der wahren Natur seines Geschäfts bewusst ist, bevor sie mit Shen abreist. DeRosa tröstet Breslin über Abigails Tod und fordert ihn auf, sich selbst zu vergeben. Breslin beschließt daraufhin, sich zurückzuziehen.

## Produktion
Die Entwicklung wurde erstmals im April 2017 angekündigt, als Stallone während der Dreharbeiten zu Escape Plan 2: Hades sagte, dass eine dritte Folge dieses Franchise auf dem Weg sei. Im August 2017 wurde ein Casting für Statisten und Sprechrollen durchgeführt. Die Produzenten strebten Schauspieler mit MMA-Erfahrung an, da es potenzielle Kampfszenen mit Stallone und Bautista geben würde. Die Dreharbeiten begannen am 18. September 2017 und wurden am 13. Oktober 2017 abgeschlossen. Der Film hatte ursprünglich den Titel Escape Plan 3: Devil’s Station. Bis Oktober 2018 wurde der Titel aber in Escape Plan: The Extractors geändert.

## Trivia
Drehort war die Stadt Mansfield im US-Bundesstaat Ohio. Die Gefängnisszenen wurden im 1990 stillgelegten Ohio State Reformatory, ebenfalls in Mansfield, gedreht. 1987 drehte Stallone dort schon Tango und Cash. Bei den Dreharbeiten war das Gefängnis noch in Betrieb.

## Synchronisation
Die deutsche Synchronisation entstand unter der Regie von Achim Geisler nach dem Dialogbuch von Robert Golling bei Mo Synchron GmbH, München.
| Darsteller         | Rolle             | Synchronsprecher |
| ------------------ | ----------------- | ---------------- |
| Sylvester Stallone | Ray Breslin       | Jürgen Prochnow  |
| Dave Bautista      | Trent DeRosa      | Alexander Duda   |
| 50 Cent            | Hush              | Tobias Kluckert  |
| Jamie King         | Abigail           | Dascha Lehmann   |
| Harry Shum, Jr.    | Bao               | Pascal Breuer    |
| Jin Zhang          | Shen              | Alexander Brem   |
| Devon Sawa         | Lester Clark, Jr. | Josef Vossenkuhl |